# Józef Nowacki (lekarz)
Józef Czesław Nowacki vel Franciszek Stabrowski vel Józef Czesław Szeląg ps. Horyń, Sieć, Pelargonia, Jacek, Olszynka, Walawski (ur. 9 lutego 1921 w Toruniu, zm. 2005 w Warszawie) – polski lekarz, kapitan łączności Armii Andersa, Polskich Sił Zbrojnych na Zachodzie i Armii Krajowej, cichociemny, ekspert medycyny przemysłowej.

## Życiorys
Józef Nowacki we wrześniu 1939 roku nie został zmobilizowany. Został aresztowany 3 grudnia 1939 roku przez wojska radzieckie w czasie próby przekroczenia granicy polsko-węgierskiej i zesłany do łagru Peczorłagru nad Usą. 3 kwietnia 1942 roku wstąpił do 24 pułku piechoty 8 Dywizji Piechoty. Uczył się w Szkole Podchorążych tej Dywizji. We wrześniu 1942 roku przerzucono go do Wielkiej Brytanii, gdzie został przydzielony do Sekcji Dyspozycyjnej Naczelnego Wodza. Ukończył Szkołę Podchorążych Łączności.
Po przeszkoleniu w łączności radiowej został zaprzysiężony 10 lipca 1943 roku w Oddziale VI Sztabu Naczelnego Wodza. Zrzutu dokonano w nocy z 14 na 15 września 1943 roku w ramach operacji „Neon 10” dowodzonej przez por. naw. Władysława Krywdę. Dostał przydział do Oddziału V Łączności sztabu Komendy Głównej AK. Służył w kompanii instruktorskiej „Omnibus” batalionu „Iskry”. W listopadzie 1943 roku został odkomenderowany do Okręgu Łódź AK jako okręgowy inspektor radiołączności (radiostacje nr 54, 55 i 56). 3 sierpnia 1944 roku został podporządkowany Obwodowi Piotrków Trybunalski AK, gdzie służył jako instruktor oficer radiołączności inspektoratu. Po reorganizacji 29 października 1944 roku został dowódcą plutonu radiołączności w Podokręgu Piotrków (radiostacje nr 54, 55, 56 i 85). Od 27 grudnia był oficerem radiołączności Okręgu Łódź, a od 2 stycznia 1945 roku do lipca tego roku był szefem Oddziału V Okręgu w Łodzi.
Po wojnie ujawnił się 13 lipca 1945 roku w Pabianicach. Współpracował z UB, od końca lat czterdziestych uczestniczył w rozpracowaniu agenturalnym, prowadzonym przez Wydział III Wojewódzkiego Urzędu Bezpieczeństwa Publicznego w Szczecinie i w Poznaniu (TW „Walawski”). Donosił m.in. na innych cichociemnych łącznościowców, m.in. Przemysława Bystrzyckiego . (Dokumenty dotyczące współpracy Nowackiego z UB i później SB były badane i omawiane przez dr. Krzysztofa Tochmana z IPN Rzeszów ). W 1961 roku wstąpił do PZPR.
W latach 1946–1948 pracował w Laboratorium Analiz Lekarskich Ubezpieczalni Społecznej w Poznaniu, później był asystentem w Ośrodku Badawczo-Leczniczym Chorób Zawodowych Akademii Medycznej w Poznaniu. Od 1949 roku był zatrudniony jako lekarz przemysłowy w Poznańskich Zakładach Elektrotechnicznych. 30 stycznia 1953 roku uzyskał dyplom lekarza po ukończeniu Akademii Medycznej w Poznaniu. W 1959 roku awansował na stanowisko dyrektora Przychodni Medycyny Przemysłowej, gdzie pracował do 1962 roku, następnie (do 1964 roku) był wykładowcą w Centralnym Ośrodku Doskonalenia Kadr Kierowniczych. Do 1966 roku był ekspertem medycyny przemysłowej MOP w Ghanie. Odbył studia doktoranckie i uzyskał stopień doktora medycyny. W latach 70. pracował w Nigerii, Iranie i Kenii jako ekspert MOP. W 1972 roku był głównym specjalistą w Urzędzie Rady Ministrów i w latach 1973–1976 oraz 1982–1986 doradcą wicepremiera. Wystąpił w filmie dokumentalnym pt. Cichociemni z 1989.

## Awanse
- podporucznik – ze starszeństwem z dniem 14 września 1943 roku
- podporucznik LWP – zweryfikowany ze starszeństwem z dniem 15 września 1945 roku
- porucznik –
- kapitan –

## Odznaczenia
- Krzyż Srebrny Orderu Virtuti Militari
- Krzyż Oficerski Orderu Odrodzenia Polski
- Krzyż Kawalerski Orderu Odrodzenia Polski
- Złoty Krzyż Zasługi.

## Życie rodzinne
Był synem Wacława, naczelnika urzędu skarbowego w Równem, i Marty z domu Krupki. Ożenił się z Anną Zofią Bajkowską, z którą miał troje dzieci: Małgorzatę (ur. 1945), Tomasza (ur. 1952) i Julię (ur. 1960).